# Frigga Braut
Frigga Braut (* 18. September 1889 in Hamburg; † 13. Februar 1975 in Düsseldorf) war eine deutsche Schauspielerin. 

## Leben
Die gebürtige Hamburgerin erhielt in ihrer Heimatstadt 1904/05 Schauspielunterricht und trat unmittelbar darauf, 16-jährig, ihr erstes Engagement an. Ihr Debüt gab sie in Frank Wedekinds Die Büchse der Pandora. 1908 wirkte Frigga Braut im schwäbischen Eßlingen am Neckar (damalige Schreibweise). 1909 ging sie nach Altona (heute ein Teil Hamburgs), 1911 ins schleswig-holsteinische Itzehoe. Von 1913 bis 1916 wirkte sie am Schiller-Theater von Altona, 1916–18 am Lübecker Hansatheater. 1918 kehrte Frigga Braut nach Hamburg, an die Kammerspiele, zurück. 
1923 kam die Künstlerin erstmals nach Berlin. Dort trat sie ein Engagement am Lustspielhaus an. Nach zehn Jahren verließ Frigga Braut die Reichshauptstadt wieder und ging nach München, um an den dortigen Kammerspielen aufzutreten. Nach nur einer Spielzeit verließ sie die bayerische Landeshauptstadt wieder und ließ sich in Düsseldorf nieder. Dort war Frigga Braut bis zu ihrem Tode gut vierzig Jahre später ein vielbeschäftigtes Ensemblemitglied des Schauspielhauses. 
Frigga Braut wurde vorwiegend im Charakterfach eingesetzt, besondere Erfolge feierte sie als Tragödin. Zu ihren bekanntesten Rollen zählen die Mrs. Peachum in der Dreigroschenoper, die Alexandra in Herodes und Marianne und die Akate in Geisterkomödie. Außerdem sah man sie in einer Fülle von Mütterrollen. 
Vor allem in ihren Berliner Jahren trat Frigga Braut auch hin und wieder vor die Kamera, kam aber kaum über Nebenrollen hinaus. Ihr Sohn war der Schauspieler Thomas Braut, ihre Nichte die Schauspielerin Ingrid Braut.

## Filmografie
- 1925: Der Hahn im Korb
- 1925: Die Verrufenen
- 1925: Die vom anderen Ufer
- 1926: In der Heimat, da gibt’s ein Wiedersehn!
- 1926: Fünfuhrtee in der Ackerstraße
- 1927: Brennende Grenze
- 1927: Die Frauengasse von Algier
- 1927: Der Himmel auf Erden
- 1928: Adam und Eva
- 1929: Narkose
- 1930: Skandal um Eva
- 1930: Die Lindenwirtin
- 1930: Das gestohlene Gesicht
- 1930: Liebeslied
- 1931: Wer nimmt die Liebe ernst?
- 1932: Paprika
- 1949: Madonna in Ketten